# Sellerier
Sellerier (Apium) är ett släkte i familjen flockblommiga växter. Släktet beskrevs av Carl von Linné 1753.

## Arter
Släktet har 11–18 accepterade arter: Nedan är de tolv arter som nämns i Plants of the World Online:

- Apium annuum
- Apium australe
- Apium chilense
- Apium commersonii
- Apium fernandezianum
- Apium graveolens
- Apium insulare
- Apium larranagum
- Apium panul
- Apium prostratum
- Apium santiagoensis
- Apium sellowianum

Av dessa tolv tas A. australe inte upp i Catalogue of Life, medan World Flora Online även tar upp följande arter:

- Apium bermejoi
- Apium crassipes
- Apium inundatum
- Apium moorei
- Apium nodiflorum
- Apium repens